# زکریای قزوینی
زکریا بن محمد بن محمود مکمونی قزوینی ملقب به زکریای قزوینی (۶۰۰–۶۸۲)، جغرافی‌دان، دانشمند، تاریخ‌نویس و فیلسوف ایرانی، قرن هفتم هجری قمری و از اعضای دارالحکمه بود. او شاگرد اثیرالدین ابهری حکیم بزرگ ایرانی بود.

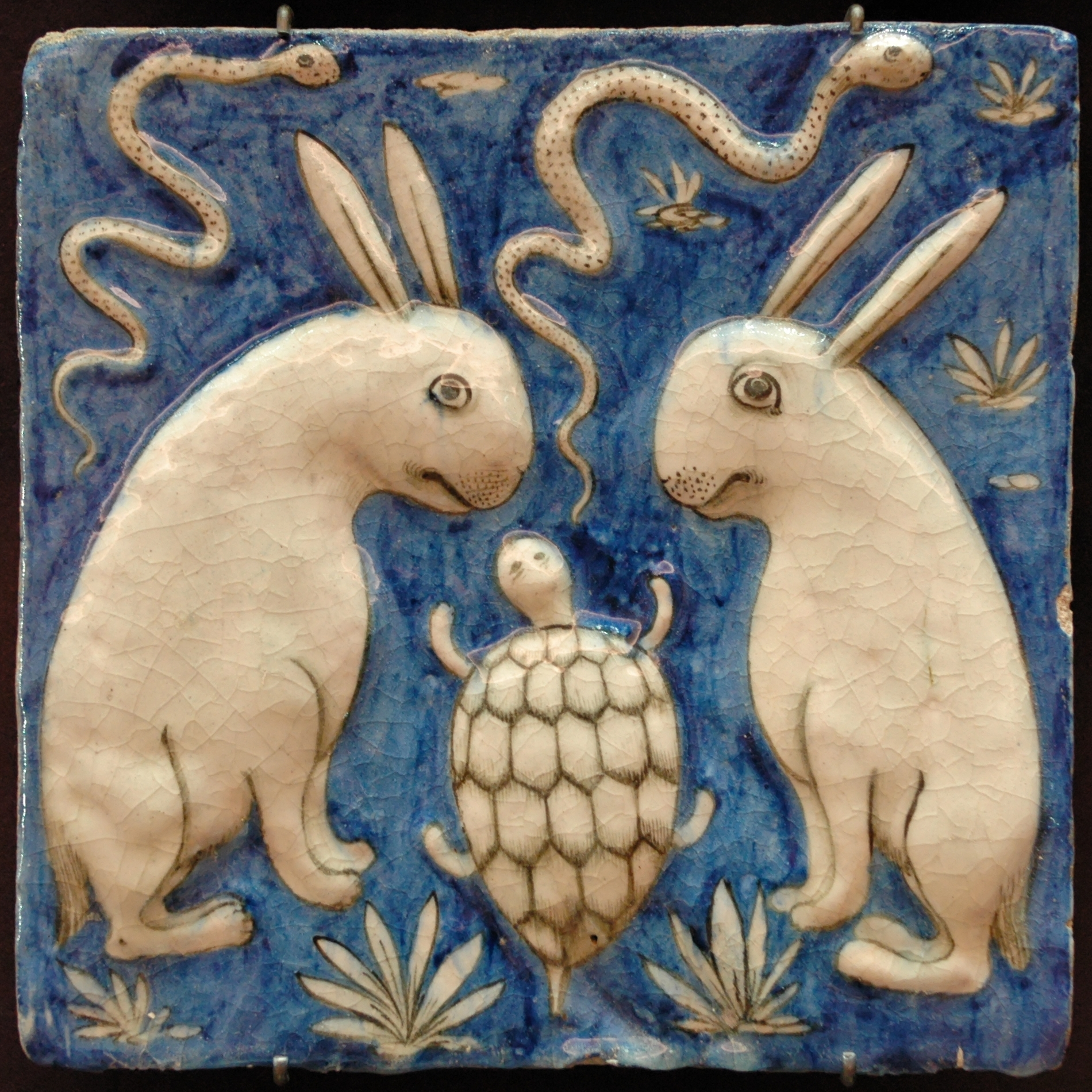
کاشی لعاب‌دار با نقش مار، خرگوش و لاک‌پشت به عنوان نگاره‌ای برای آذین کتاب عجائب المخلوقات و غرائب الموجودات نوشته زکریای قزوینی، مربوط به سده ۱۳ میلادی

## زندگی
زکریای قزوینی در سال ۶۰۲ هجری قمری در قزوین متولد گردید. دوران کودکی را در زادگاه خود پشت سر گذاشت. در نوجوانی راه سفر را پیش گرفت و به شام رفت و از دارالعلم آن دیار بهره گرفت. سپس در دمشق با محی‌الدین ابن عربی برخورد نمود و پیرو طریقت صوفیانهٔ او گردید.
زکریای قزوینی قسمت عمده عمر خود را ساکن مناطق عرب‌زبان بوده و کتاب‌هایش را به عربی زبان دانشنامه‌ای آن دوران تصنیف کرده است، محافل عربی و بعضی شرق‌شناسان او را عرب شمرده‌اند؛ درحالی‌که از سبک نوشته‌های قزوینی معلوم است که عربی، زبان مادری او نبوده است؛ بنابراین، با توجه به اقامت جد وی در قزوین و ازدواج با یک ایرانی و با عنایت به اینکه او خود بعد از چند نسل که همگی مقیم قزوین بوده‌اند، در همان شهر متولد شده و پرورش یافته و زبان مادری‌اش فارسی بوده است، طبق هر مقیاس و معیاری بلکه باید او را ایرانی شمرد.
او بعد از مدتی از شام به عراق رفت. در دوران خلافت مستعصم عباسی منصب قضای واسط و حله را داشت. وی تا هنگام حملهٔ هولاکو به بغداد منصب قضا را به عهده داشت، و بعد از سقوط خلافت بغداد به دمشق بازگشت. وی به سال ۶۸۲ هَ.ق. در واسط وفات یافت و در مقبرهٔ شونیزیهٔ بغداد دفن گردید.

## تألیفات
- آثار البلاد و اخبار العباد در دو جلد
- عجائب المخلوقات و غرائب الموجودات
- مفید العلوم و مبید الهموم

## نگارخانه تالیفات

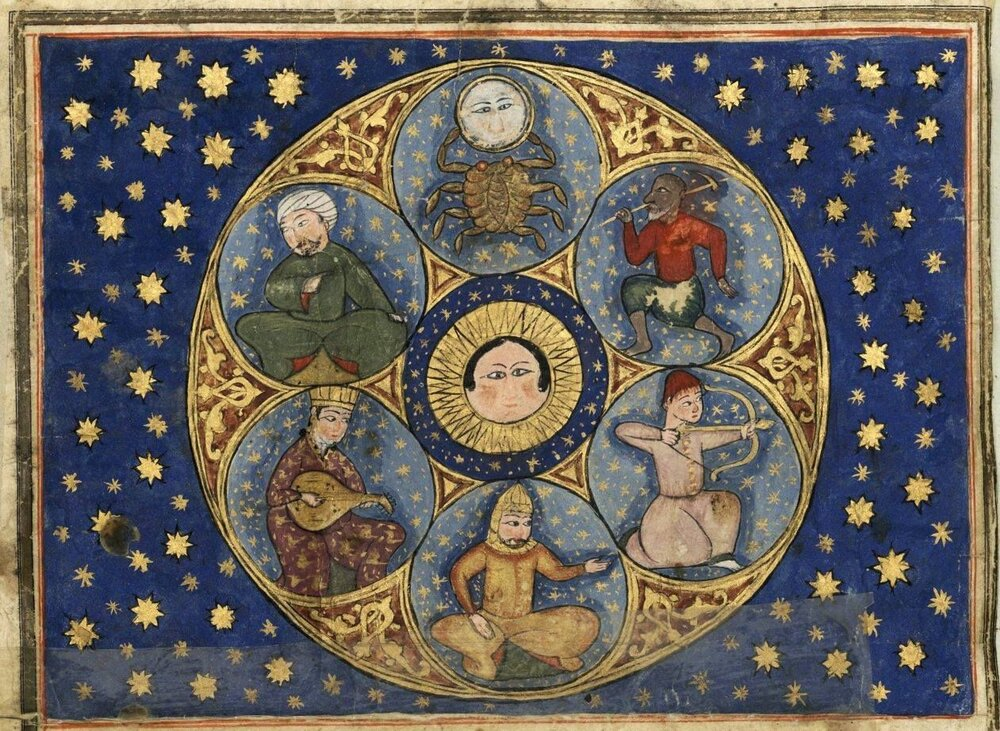
نسخه خطی هفته سیاره از زکریای قزوینی
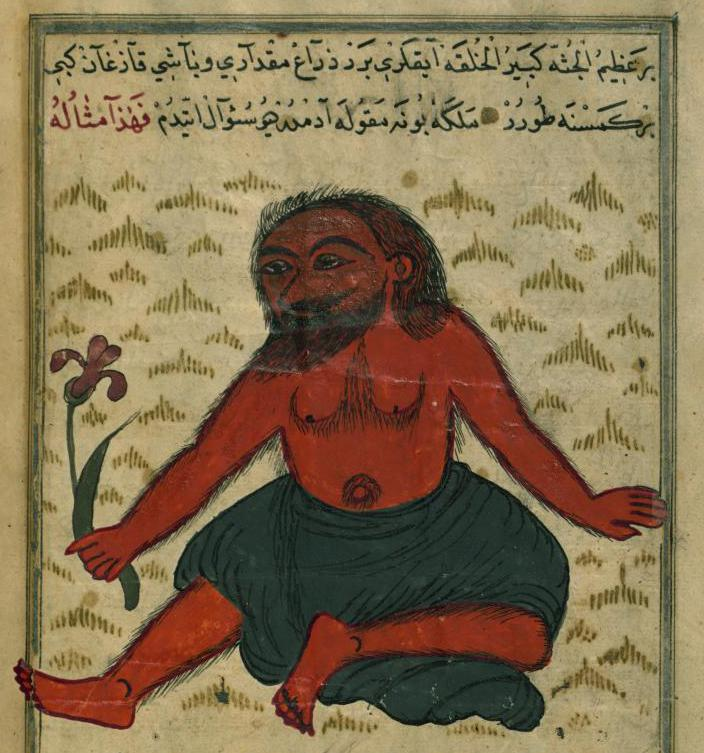
هیولای یاجوج و ماجوج دست نوشته زکریای قزوینی
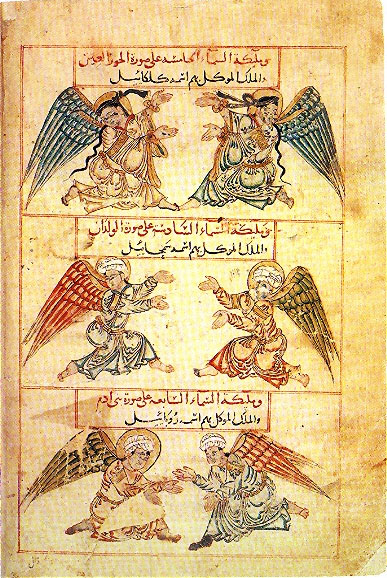
نسخه دست نویس از کتاب عجایب مخلوقات
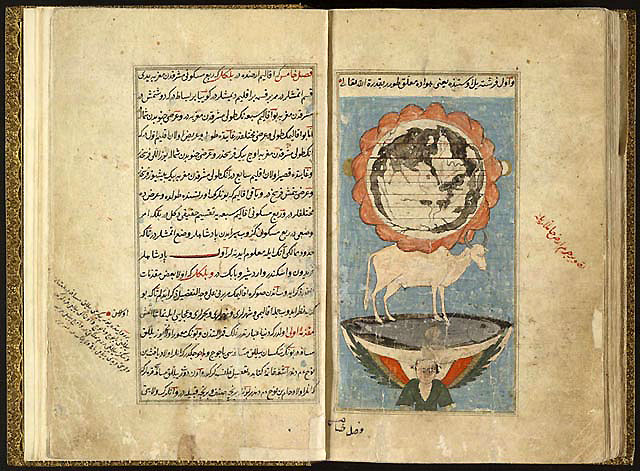
عجایب مخلوقات
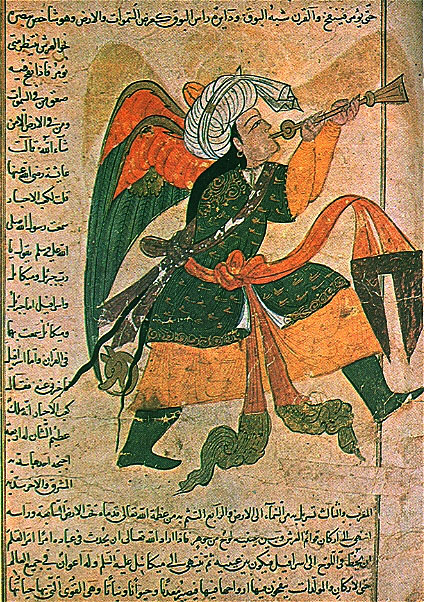
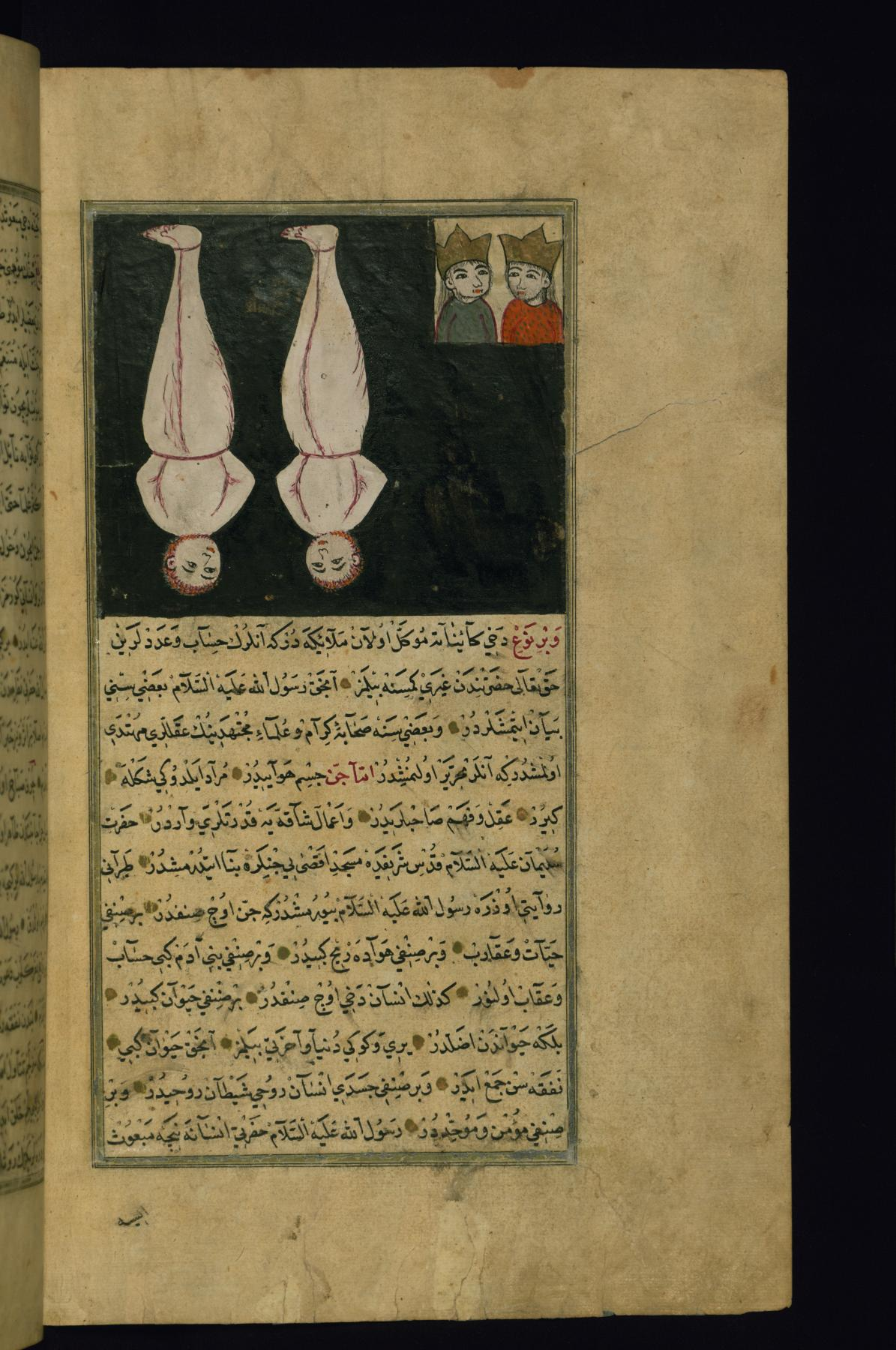